# Cooperl Arc Atlantique
Cooperl Arc Atlantique est un groupe coopératif du secteur agroalimentaire français créé en 1966 sous le nom de Coopérative des éleveurs de la région de Lamballe (Côtes-d'Armor) et spécialisé dans la filière d'exploitation des porcs pour la production de nourriture humaine. Il gère et organise la fabrication de l'alimentation des porcs, leur élevage, leur abattage, la transformation de leurs carcasses en viande porcine, ainsi que leur commercialisation.

## Histoire
La Cooperl naît en 1966 à la suite d'une scission du groupe Coopagri Bretagne, à l'initiative d'une douzaine d'agriculteurs adhérents de la JAC de la région d'Hénanbihen. Sébastien Coupé fut l'initiateur de ce groupe. A la création, il compte 24 éleveurs, 8 272 porcs commercialisés et 2 salariés. "Coop-E.R.L." signifie : Coop des Éleveurs de la Région de Lamballe".
En 1978, le groupe acquiert 2 abattoirs : l'abattoir de Lamballe (Côtes-d'Armor) et l'abattoir de Montfort-sur-Meu (Ille-et-Vilaine). En 1982, l'entreprise effectue ses premières livraisons dans les hypermarchés. En 1987, Cooperl intègre la société privée Logeais qui transforme de l’aliment du bétail à Vitré (Ille-et-Vilaine). L'année suivant, la Cooperl compte 1 650 adhérents, 1 469 000 porcs commercialisés, 257 000 tonnes d’aliment et 1 200 salariés.
En 1992, la Cooperl fusionne ses activités avec la coopérative Hunaudaye à Plestan, spécialisé dans la fabrication d’aliment.
En 1999, le groupe emploie près de 4 300 salariés et a un chiffre d'affaires de 7,6 milliards de francs.
Entre 1994 et 2006, Cooperl investit dans le développement d'une filière environnementale avec la reprise de la SA FERTIVAL (spécialisée dans la transformation en engrais organiques), la construction de l’unité des co-produits, la création du centre de valorisation CEDEV, la mise en place d’une station de traitement de l’eau à Lamballe (Côtes-d'Armor) et d’un oxydeur thermique au CEDEV, et enfin la construction d’une deuxième station de traitement de l’eau.
En 2008, Cooperl fusionne avec la coopérative ARCA à Saint-Armel (Ille-et-Vilaine) pour devenir Cooperl Arc Atlantique.
En juillet 2009, Cooperl acquiert les activités de transformation charcutière d'Unicopa, en difficulté économique, activités comprenant la marque « Brocéliande », avec un volume de vente de 50 000 tonnes et près de 1 400 salariés, contre seulement 25 000 tonnes de charcuterie pour Cooperl avant cette opération,,.
En 2011, Cooperl acquiert des boucheries Défi Viandes pour créer un réseau de distribution.
En mai 2012, Cooperl rouvre une usine de transformation fermée par Bigard à Lamballe, pour la spécialiser dans les produits cuisinés. En novembre 2012, Cooperl acquiert 50 % de Charcupac, une entreprise lorraine vendant notamment ses transformations à travers sa marque « Provinces d'Europe » et qui compte 200 salariés.
Durant l'été 2015, Cooperl et Bigard sont en désaccord avec le gouvernement qui souhaite imposer un prix minimum d'achat pour la viande porcine après d'importantes manifestations d'éleveurs.
En juin 2017, la Cooperl acquiert le « pôle charcuterie-salaison » du groupe Financière Turenne Lafayette comprenant les marques « Paul Prédault », « Lampaulaise de Salaisons », « Madrange » et « Montagne Noire ».
En 2018, l'entreprise lance un chantier de méthaniseur à Lamballe. Il s’agit du plus grand méthaniseur sans épandage d’Europe (à la date du 2 décembre 2019) à ce jour mis en service.
En février 2019, la coopérative bretonne rachète la marque Jean Caby, pionnier français de la saucisse cocktail.
En 2020, l’autorité de la concurrence condamne l'entreprise à une amende de 35,5 millions d’euros en conclusion de l'affaire du cartel du jambon, une entente sur le marché de la charcuterie industrielle.
Une enquête du média Splann indique en 2023 que la stratégie de diversification de la Cooperl entraîne des difficultés économiques, alors que la  coopérative porcine impose aux éleveurs la plupart des choix techniques. 

## Activités
Cooperl est une coopérative organisée en filière autour de la production porcine principalement. Elle regroupe un ensemble d’activités complémentaires, de l’amont à l’aval avec plusieurs branches : "la fourche à la fourchette”. La coopérative regroupe ainsi 600 métiers.
La coopérative réunit, en 2022, 2950 éleveurs-adhérents, 7700 salariés, 25 sites en France, une dizaine de filiales spécialisées et 6 marques produits.
Cooperl Arc Atlantique est notamment le premier employeur privé du département des Côtes-d'Armor.

## Gouvernance
Les 2 700 éleveurs-adhérents de la Cooperl sont les uniques propriétaires du capital social de la coopérative. Le mode de gouvernance de la Cooperl est propre aux coopératives : le groupe est dirigé par un président élu par un conseil d’administration composé d'éleveurs ; il est assisté par un directeur et un conseil de direction qui sont des salariés non actionnaires.
Marcel Lemée fut le premier président de la Cooperl (1966-1969). 
Sébastien Coupé lui succède et restera à ce poste pendant 25 ans (1969-1994). 
Leurs successeurs sont Bernard Mégret (1994-2004), et Guy Dartois (2004-2013). 
Depuis 2013, le président de la Cooperl est Patrice Drillet, éleveur à Goudelin.
Bernard Rouxel, éleveur à Plénée-Jugon, adhérent de Cooperl depuis 1991, administrateur depuis 2006 et vice-président depuis 10 ans, reprend la présidence de Cooperl en juillet 2023.

## Implantations
Cooperl est née à Lamballe (Côtes-d'Armor), où est implanté son principal site, autour de l'abattoir de Lamballe, plus gros abattoir porcin français. Elle s’est étendue, au fil des années et de ses achats industriels, dans le grand ouest de la France.
L'entreprise dispose aujourd'hui de trois abattoirs situés à Lamballe, Montfort-sur-Meu (Ille-et-Vilaine) et Saint-Maixent-l'École (Deux-Sèvres), et d'une usine de transformation des viandes à Rochetoirin (Isère). Ces quatre sites regroupent environ 2 400 personnes. Elle dispose également de 16 usines de salaison et de charcuterie employant 2 900 personnes, de trois sites de production d'alimentation animale situés en Bretagne à Plounérin, Plestan, et Montreuil-sous-Pérouse (près de Vitré), ainsi qu'environ 80 boucheries de centre-ville.
La coopérative exporte de nombreux produits à l’étranger : Europe, Afrique, Asie et région pacifique. Aujourd’hui, des équipes Cooperl sont implantées dans plusieurs pays (Chine, Hongrie, Taiwan, Thailande, Vietnam, Russie et Royaume-Uni) et exporte 165 000 tonnes de viande dans plus de 50 pays.
En février 2019 la Cooperl a mis en service à Plestan un site de préparation de commandes d'une superficie de 9 600 m², employant une quarantaine de préparateurs, qui produisent chaque jour environ 180 000 barquettes de viande et de produits élaborés

## Conditions de travail
Plusieurs salariés de l'usine de Lamballe se mettent en grève en mars 2016 pour dénoncer leurs conditions de travail, considérées comme très pénibles, avec des horaires en décalé et une forte prévalence d'accidents du travail. Le rapport médical du 4 juin 2013 signale un grand nombre de troubles musculo-squelettiques graves, en raison de postures pénibles et du port de charges lourdes, aggravés par les horaires, le froid et le bruit.
Les sites de Lamballe et de Montfort-sur-Meu connaissent ce mouvement de grève, alors que les élus locaux condamnent le silence de la direction, le préfet des Côtes-d'Armor appelant à la négociation. Le conflit, portant sur le gel des salaires, la diminution de la prime d’ancienneté et du treizième mois, est le plus long depuis la fondation de l'entreprise.